# Airolo
Airolo (italienskt uttal: [ai̯ˈrɔːlo] ( lyssna), äldre tyskt namn: Eriels, äldre rätoromanskt namn: Iriel lyssna (fil)) är en ort och kommun i distriktet Leventina i kantonen Ticino i Schweiz. Kommunen har 1 464 invånare (2023).
Airolo ligger i Lepontiska alperna nära Sankt Gotthardstunnelns mynning och är en skidort med 30 kilometer preparerade backar.

## Historia
1877 förstördes större delen av staden, inklusive en kyrka dokumenterad 1224, vid en brand.

## Monument
Det finns ett bronsmonument av skulptören Vincenzo Vela till minne av de arbetare som omkom vid bygget av Sankt Gotthardstunneln under 1880-talet.